# Comitè Europeu d'Estandardització
El Comitè Europeu d'Estandardització (CEN acrònim francès de Comité Européen de Normalisation) és una organització pública sense ànim de lucre que s'encarrega del desenvolupament i manteniment de normatives amb l'objectiu de millorar l'economia de la Unió Europea. Una de les principals tasques és la d'harmonització (aconseguir una normativa única per a tota la Unió Europea) de les normes entre els diferents països. Fou creada el 1961 i la seva seu és a Brussel·les, Bèlgica.
Els altres organismes normatius europeus són CENELEC i ETSI.